# 27. rozdanie nagród Złotych Malin
Złote Maliny przyznane za rok 2006
| Kategoria                                 | Dla                                                 | Za                                                           |
| ----------------------------------------- | --------------------------------------------------- | ------------------------------------------------------------ |
| Najgorszy film                            | Nagi instynkt 2                                     |                                                              |
| Najgorszy film                            | BloodRayne                                          |                                                              |
| Najgorszy film                            | Kobieta w błękitnej wodzie                          |                                                              |
| Najgorszy film                            | Kult                                                |                                                              |
| Najgorszy film                            | Mały                                                |                                                              |
| Najgorszy remake/"zrzynka" z innego filmu | Mały                                                |                                                              |
| Najgorszy remake/"zrzynka" z innego filmu | Kult                                                |                                                              |
| Najgorszy remake/"zrzynka" z innego filmu | Na psa urok                                         |                                                              |
| Najgorszy remake/"zrzynka" z innego filmu | Posejdon                                            |                                                              |
| Najgorszy remake/"zrzynka" z innego filmu | Różowa Pantera                                      |                                                              |
| Najgorszy aktor                           | Marlon Wayans, Shawn Wayans                         | Mały                                                         |
| Najgorszy aktor                           | Tim Allen                                           | Na psa urok Śnięty Mikołaj 3 Zoom: Akademia superbohaterów   |
| Najgorszy aktor                           | Nicolas Cage                                        | Kult                                                         |
| Najgorszy aktor                           | Larry The Cable Guy                                 | Inspektor do zadań specjalnych                               |
| Najgorszy aktor                           | Rob Schneider                                       | Grzanie ławy Mały                                            |
| Najgorsza aktorka                         | Sharon Stone                                        | Nagi instynkt 2                                              |
| Najgorsza aktorka                         | Hilary Duff, Haylie Duff                            | Dziedziczki                                                  |
| Najgorsza aktorka                         | Lindsay Lohan                                       | Całe szczęście                                               |
| Najgorsza aktorka                         | Kristanna Loken                                     | BloodRayne                                                   |
| Najgorsza aktorka                         | Jessica Simpson                                     | Pracownik miesiąca                                           |
| Najgorszy aktor drugoplanowy              | M. Night Shyamalan                                  | Kobieta w błękitnej wodzie                                   |
| Najgorszy aktor drugoplanowy              | Danny DeVito                                        | Wesołych Świąt                                               |
| Najgorszy aktor drugoplanowy              | Ben Kingsley                                        | BloodRayne                                                   |
| Najgorszy aktor drugoplanowy              | Martin Short                                        | Śnięty Mikołaj 3                                             |
| Najgorszy aktor drugoplanowy              | David Thewlis                                       | Omen Nagi instynkt 2                                         |
| Najgorsza aktorka drugoplanowa            | Carmen Electra                                      | Straszny film 4 Komedia romantyczna                          |
| Najgorsza aktorka drugoplanowa            | Kate Bosworth                                       | Superman: Powrót                                             |
| Najgorsza aktorka drugoplanowa            | Kristin Chenoweth                                   | Różowa Pantera RV: Szalone wakacje na kółkach Wesołych Świąt |
| Najgorsza aktorka drugoplanowa            | Jenny McCarthy                                      | John Tucker musi odejść                                      |
| Najgorsza aktorka drugoplanowa            | Michelle Rodriguez                                  | BloodRayne                                                   |
| Najgorszy duet filmowy                    | Shawn Wayans i/albo Kerry Washington, Marlon Wayans | Mały                                                         |
| Najgorszy duet filmowy                    | przycięte piersi Sharon Stone                       | Nagi instynkt 2                                              |
| Najgorszy duet filmowy                    | Hilary Duff, Haylie Duff                            | Dziedziczki                                                  |
| Najgorszy duet filmowy                    | Tim Allen, Martin Short                             | Śnięty Mikołaj 3                                             |
| Najgorszy duet filmowy                    | Nicolas Cage i jego kurtka                          | Kult                                                         |
| Najgorsza reżyseria                       | M. Night Shyamalan                                  | Kobieta w błękitnej wodzie                                   |
| Najgorsza reżyseria                       | Uwe Boll                                            | BloodRayne                                                   |
| Najgorsza reżyseria                       | Michael Caton-Jones                                 | Nagi instynkt 2                                              |
| Najgorsza reżyseria                       | Ron Howard                                          | Kod da Vinci                                                 |
| Najgorsza reżyseria                       | Keenen Ivory Wayans                                 | Mały                                                         |
| Najgorszy scenariusz                      | Leora Barish, Henry Bean                            | Nagi instynkt 2                                              |
| Najgorszy scenariusz                      | Guinevere Turner                                    | BloodRayne                                                   |
| Najgorszy scenariusz                      | M. Night Shyamalan                                  | Kobieta w błękitnej wodzie                                   |
| Najgorszy scenariusz                      | Neil LaBute                                         | Kult                                                         |
| Najgorszy scenariusz                      | Keenen Ivory Wayans, Marlon Wayans, Shawn Wayans    | Mały                                                         |
| Najgorszy film udający rodzinna rozrywkę  | RV: Szalone wakacje na kółkach                      |                                                              |
| Najgorszy film udający rodzinna rozrywkę  | Garfield 2                                          |                                                              |
| Najgorszy film udający rodzinna rozrywkę  | Na psa urok                                         |                                                              |
| Najgorszy film udający rodzinna rozrywkę  | Śnięty Mikołaj 3                                    |                                                              |
| Najgorszy film udający rodzinna rozrywkę  | Wesołych Świąt                                      |                                                              |
| Najgorszy prequel/sequel                  | Nagi instynkt 2                                     |                                                              |
| Najgorszy prequel/sequel                  | Agent XXL 2                                         |                                                              |
| Najgorszy prequel/sequel                  | Garfield 2                                          |                                                              |
| Najgorszy prequel/sequel                  | Na psa urok                                         |                                                              |
| Najgorszy prequel/sequel                  | Teksańska masakra piłą mechaniczną: Początek        |                                                              |